# Jabberjaw
Jabberjaw este un serial de animație american creat de Joe Ruby și Ken Spears și produs de studioul Hanna-Barbera Productions care a fost difuzat pe canalul ABC din 11 septembrie 1976 până pe 3 septembrie 1978.
La fel ca multe seriale Hanna-Barbera din anii 70, formatul și stilul lui Jabberjaw este similar cu cel al lui Scooby-Doo, în legătură cu faptul că este legat de rezolvarea misterelor legate de fenomene supranaturale. De asemenea acest serial este inspirat după mania generală după rechini din anii 70 (pentru că personajul principal este un rechin), cauzată de filmul pe atunci recent Fălci. 
Serialul s-a difuzat în sindicare pe canalul Boomerang în lumea întreagă. În România, în anii 90 s-a difuzat pe canalul TVR 1 cu dublaj peste voce, iar pe canalele Cartoon Network și Boomerang s-a difuzat în limba engleză. 
De asemenea, ca multe seriale Hanna-Barbera din anii 70, acesta conține propria pistă de râs făcută de studio.

## Premis
Jabberjaw este un rechin mare alb de 15 metri și baterist pentru "The Neptunes", o trupă de cântăreți rock formată din patru adolescenți: Biff, Shelly, Bubbles și Clamhead, ce trăiesc toți într-o civilizație subacvatică în anul 2076. Jabberjaw și "The Neptunes" călătoresc către diverse orașe de sub apă unde au de a face cu răufăcători diabolici, ce vor să cucerească lumea subacvatică.
Acest serial mai este cunoscut pentru faptul că folosește jocuri de cuvinte ca nume de locuințe, oameni etc. (manevră luată de la Familia Flintstone), în acest caz fiind vorba despre jocuri de cuvinte despre ocean (de exemplu "Aqualaska" în loc de Alaska).

## Personaje
- Jabberjaw - Jabberjaw este un rechin mare alb antropomorfic ce poate respira în aer. Lui îi este greu să capete respect într-o societate unde "ejectoarele de rechini" (adică roboți care păzesc clădiri sau orașe împotriva rechinilor) erau comuni, astfel acesta folosindu-și des replica: "No respect! I get no respect!" ("Nici un respect! Nu primesc nici un respect!").
- Biff - Biff este un tânăr bărbat atletic, chipeș și șaten care cântă la chitară în trupă. Este liderul rațional al echipei.
- Shelly - Shelly este o femeie tânără și brunetă care cântă la tamburină în trupă. Ea este atractivă, inteligentă, trufașă, vanitoasă și abrazivă. Se consideră starul trupei. În timp ce aceasta are un mare dispreț pentru Jabberjaw (sau "Blubberhead" cum îi zice ea), ea are puțină afecțiune pentru el înăuntrul ei și o arată ocazional.
- Bubbles - Bubbles este o femeie tânără cu păr creț și blond ce cântă la tastatura electronică în trupă. Este extrem de prostuță și aiurită, și când râde are un chicotit drăgălaș. Shelly uneori îi zice "Ding-a-Ling" sau "Bubblehead". De fiecare dată când ea vrea să ajute la ceva, de obicei strică totul.
- Clamhead - Clamhead este un băiat tânăr ce cântă la contrabas în trupă. Sintagmele sale comune sunt țipetele "Abba-abba-abba!" și "Wowee-wow-wow-wow!" când acesta se excită de ceva. Este cel mai bun prieten al lui Jabberjaw.

## Episoade
1. "Dr. Lo Has Got to Go"
2. "There's No Place Like Outer Space"
3. "Atlantis, Get Lost"
4. "Run, Jabber, Run"
5. "The Sourpuss Octopuss"
6. "Hang Onto Your Hat, Jabber"
7. "The Great Shark Switch"
8. "Claim-Jumped Jabber"
9. "Ali Jabber and the Secret Thieves"
10. "Help, Help, It's the Phantom of the Kelp"
11. "No Helpin' the Sculpin'"
12. "The Bermuda Triangle Tangle"
13. "Malice in Aqualand"
14. "The Fast-Paced Chase Race"
15. "The Piranha Plot"
16. "There's No Heel Like El Eel"

## Legături externe
- Jabberjaw la Internet Movie Database
- Jabberjaw la TV.com
- Jabberjaw la The Big Cartoon DataBase